# Archidiecezja Port-au-Prince

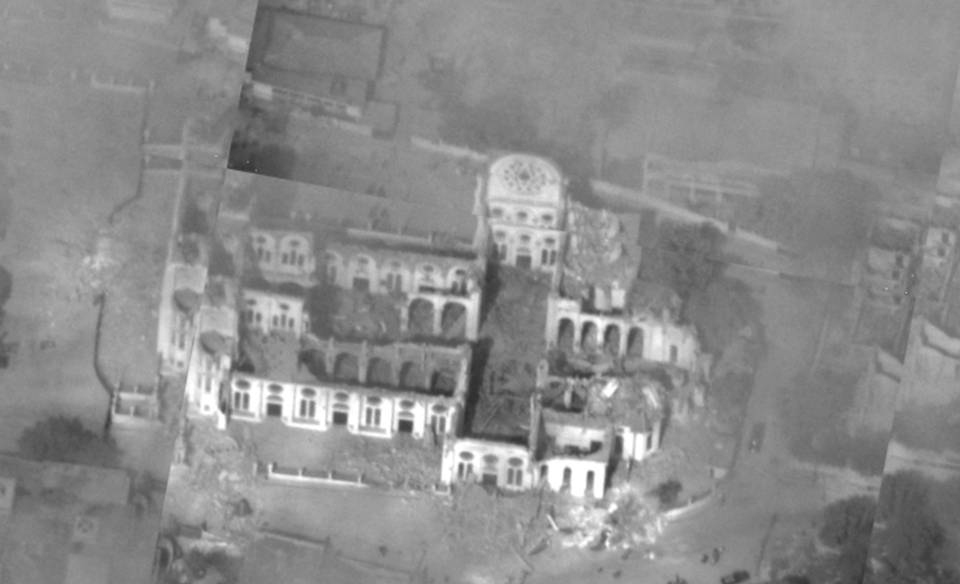
Widok na ruiny katedry w Port-au-Prince po trzęsieniu ziemi w 2010

Archidiecezja Port-au-Prince (łac.: Archidioecesis Portus Principis, fr.: Archidiocèse de Port-au-Prince) – katolicka archidiecezja na Haiti, obejmująca swoim zasięgiem południową część kraju. Siedziba arcybiskupa znajduje się w archikatedrze Wniebowzięcia NMP w Port-au-Prince. 

## Historia
Archidiecezja Port-au-Prince została założona 3 października 1861 przez papieża Piusa IX w wyniku wydzielenia części parafii z archidiecezji Santo Domingo. 25 lutego 1988 z jej terytorium wydzielono diecezję Jacmel.
12 stycznia 2010 w wyniku trzęsienia ziemi na wyspie zniszczeniu uległy zabudowania archidiecezji, w tym zabytkowa katedra, a śmierć poniósł abp Joseph Serge Miot.

## Biskupi
- ordynariusz - abp Max Leroy Mésidor
- Biskup poomocniczy - bp Louis-Jean Sander
- Biskup poomocniczy - bp Jean-Charles Wismick
- biskup senior - bp Joseph Lafontant

## Główne kościoły
- Katedra: Archikatedra Wniebowzięcia NMP w Port-au-Prince